# Redemptoris missio
Redemptoris Missio je papeška okrožnica (enciklika), ki jo je napisal papež Janez Pavel II. leta 1990.
V okrožnici je papež izpostavil nujnost misijonarskega dela in evangelizacije.